# Härnösands stift
Härnösands stift är ett stift inom Svenska kyrkan. Stiftet omfattar Jämtlands län och Västernorrlands län. Stiftsstad är Härnösand och stiftskyrka är Härnösands domkyrka. Stiftet har fem kontrakt, 36 pastorat och 98 församlingar (2018).
Sedan den 22 september 2024 är Teresia Boström stiftets biskop. Hon valdes genom biskopsvalet i Härnösands stift 2024.

## Historia
När Johannes Canuti Lenaeus tillträdde som ärkebiskop i Uppsala stift 1647 bröts Härnösands superintendentia ut. Detta gjordes för att öka den svenska närvaron i de två nyerhållna landskapen Jämtland och Härjedalen. Från 1772 blev superintendentian ett eget stift.
Det nybildade stiftet blev Sveriges nordligaste och omfattade hela Norrland förutom Gästrikland och Hälsingland. Genom beslut den 5 september 1772 blev Härnösand ett stift istället för en superintendentia.
Den 1 januari 1904 delades stiftet genom att Luleå stift, omfattande Norrbottens och Västerbottens län bildades. I beskrivningar av förhållanden rörande 1700- och 1800-talet används ibland formuleringen "det odelade Härnösands stift" för att uppmärksamma läsaren på att stiftet då även omfattade dagens Luleå stift.

## Domkyrka
Stiftets domkyrka och biskopssäte är Härnösands domkyrka. Inventarier och kyrkklockor från 1600- och 1700-talet finns kvar, men då kyrkan förstördes av eld under rysshärjningarna och sedan även rivits och återuppförd är den nuvarande byggnaden uppförd 1846.

## Kontrakt
Stiftet har fem kontrakt enligt följande:
- Ådalens kontrakt
- Örnsköldsviks kontrakt
- Medelpads kontrakt
- Norra Jämtlands kontrakt
- Södra Jämtland-Härjedalens kontrakt

## Stiftsvapnet
Stiftsvapnet antogs 1976 och blasoneras "I blått fält ett liksidigt triangulärt fält, från vars sidor strålknippen utgår, allt av guld och omgivet av en krans av sju femuddiga stjärnor av silver." [källa behövs] Triangeln i vapnet är en symbol för Gud och anspelar på Det allseende ögat. Stjärnorna föreställer stjärnbilden Corona Borealis, som är en symbol för den norra landsänden av Sverige.
Stiftsvapnet används dels i som en ingående del av biskoparnas ämbetsvapen, dels som kyrkfana i Härnösands domkyrka, kyrkomötet och högtidliga processioner där biskopen deltar.
Tidigare användes ett liknande stiftsvapen, men delat i blått och guld genom en skyskura, och med endast en stjärna.[källa behövs]

Stiftets vapen sedan 1976.
Stiftets tidigare vapensköld, använd 1961–1976.